# Manuel Querino
Manuel Raimundo Querino (Santo Amaro, 28 de julho de 1851 – Salvador, 14 de fevereiro de 1923) foi um intelectual afrodescendente, aluno fundador do Liceu de Artes e Ofícios da Bahia e da Escola de Belas Artes, pintor, escritor, abolicionista e pioneiro nos registros antropológicos e na valorização da cultura africana na Bahia.
De acordo com o historiador Henry Louis Gates Jr., Manuel Querino viveu e atuou numa época em que se defendia abertamente o "branqueamento" do Brasil enquanto política oficial de estado, visto que o pensamento dominante era o de que a cultura negra era inferior em relação à branca. Manifestações culturais como o Candomblé e a Capoeira eram, portanto, vistas como bárbaras e empecilhos da civilização. Nesse contexto, Querino defendeu que o "branqueamento" era desnecessário porque os africanos já tinham civilizado o Brasil, e que os negros eram capazes de realizar trabalhos sofisticados, ao contrário do que se pensava. Nesse sentido, Querino antecipou as ideias de Gilberto Freyre, que também foi uma voz intelectual que defendeu o valor da cultura negra no Brasil.
Nas palavras da historiadora Wlamyra Albuquerque: "Querino dava ênfase ao papel do africano como civilizador" (...) "Achava que não havia necessidade de imigrantes brancos, pois o Brasil já tinha sido civilizado pelos africanos. Dizia que o trabalhador brasileiro era muito mais capacitado do que o estrangeiro para enfrentar os desafios da sociedade brasileira".
Alcunhado 'o Vasari brasileiro', tem sido comparado com o historiador afro-estadunidense Carter G. Woodson e com o educador e líder afro-estadunidense Booker T. Washington.

## Traços biográficos
Aos quatro anos foi apadrinhado por um professor da Escola Normal de Salvador, Manuel Correia Garcia, já que uma epidemia do cólera o deixara órfão em 1855.
Em 1868, foi recrutado pelo Exército no Piauí e acabou servindo "na escrita do batalhão" no Rio de Janeiro durante a Guerra do Paraguai. Enquanto viaja pelo Nordeste à procura de oportunidades, foi recrutado no Piauí, mas “Graças à boa letra, à formação intelectual e ao porte físico franzino, Querino é designado para ficar na escrita do batalhão” (Correio da Bahia) no Rio de Janeiro, chegando a Cabo de Esquadra.
Procurou, depois da guerra, dedicar-se ao desenho e à pintura, estudando no Liceu de Artes e Ofícios e na Academia de Belas Artes, onde também trabalhava. Formou-se em Desenho Geométrico e passou a lecionar no Liceu e no Colégio de Órfãos de São Joaquim. Produziu dois livros didáticos sobre desenho geométrico.
Atuou na política, como abolicionista e depois fundando o Partido Operário e a Liga Operária Baiana, travando no meio intelectual debates contra as ideias preconceituosas da ciência de então, esposadas por Nina Rodrigues.
Deste embate filosófico, inspirou-se Jorge Amado para criar sua personagem Pedro Archanjo, figura central do romance Tenda dos Milagres.

## Citações
O colono preto é a principal figura, o fator máximo da nossa riqueza econômica e fonte da organização nacional. Foi o trabalho do negro que aqui sustentou por séculos a nobreza e a propriedade do Brasil. Foi com o produto do seu trabalho que tivemos as instituições científicas, letras, artes, comércio, indústria, etc. Competindo-lhe, portanto, um lugar de destaque como fator da civilização brasileira [...] Machado de Assis, José do Patrocício, Cruz e Sousa, representam o que há de mais seleto nas afirmações do saber, verdadeiras glórias da nação. (apud, PROJETO QUERINO, 2022. Ep. 04)
A Bahia encerra superioridade, a excelência, a primazia, na arte culinária do país, pois que o elemento africano, com a sua condimentação requintada de exóticos adubos, alterou profundamente as iguarias portuguesas, resultando daí um produto todo nacional, saboroso, agradável ao paladar mais exigente, o que excede a justificada fama que precede a cozinha baiana. (QUERINO, 1922, p. 23)

## Obra
- Desenho linear das classes elementares, Salvador, 1903
- Artistas baianos, Salvador, 1909
- As artes na Bahia, Salvador, 1909
- Elementos de desenho geométrico, Salvador, 1911
- Bailes pastoris, Salvador, 1914
- A raça africana e os seus costumes na Bahia, in Anais do V Congresso Brasileiro de Geografia, Salvador, 1916
- A Bahia de outrora, Salvador, 1916
- O colono preto como fator da civilização brasileira, Salvador, 1918 (apresentado no VI Congresso Brasileiro de Geografia em Belo Horizonte em 1919)
- A Arte Culinária na Bahia, Salvador, 1928